# St. Matthias (Jork)
Koordinaten: 53° 31′ 55″ N, 9° 40′ 51,1″ O

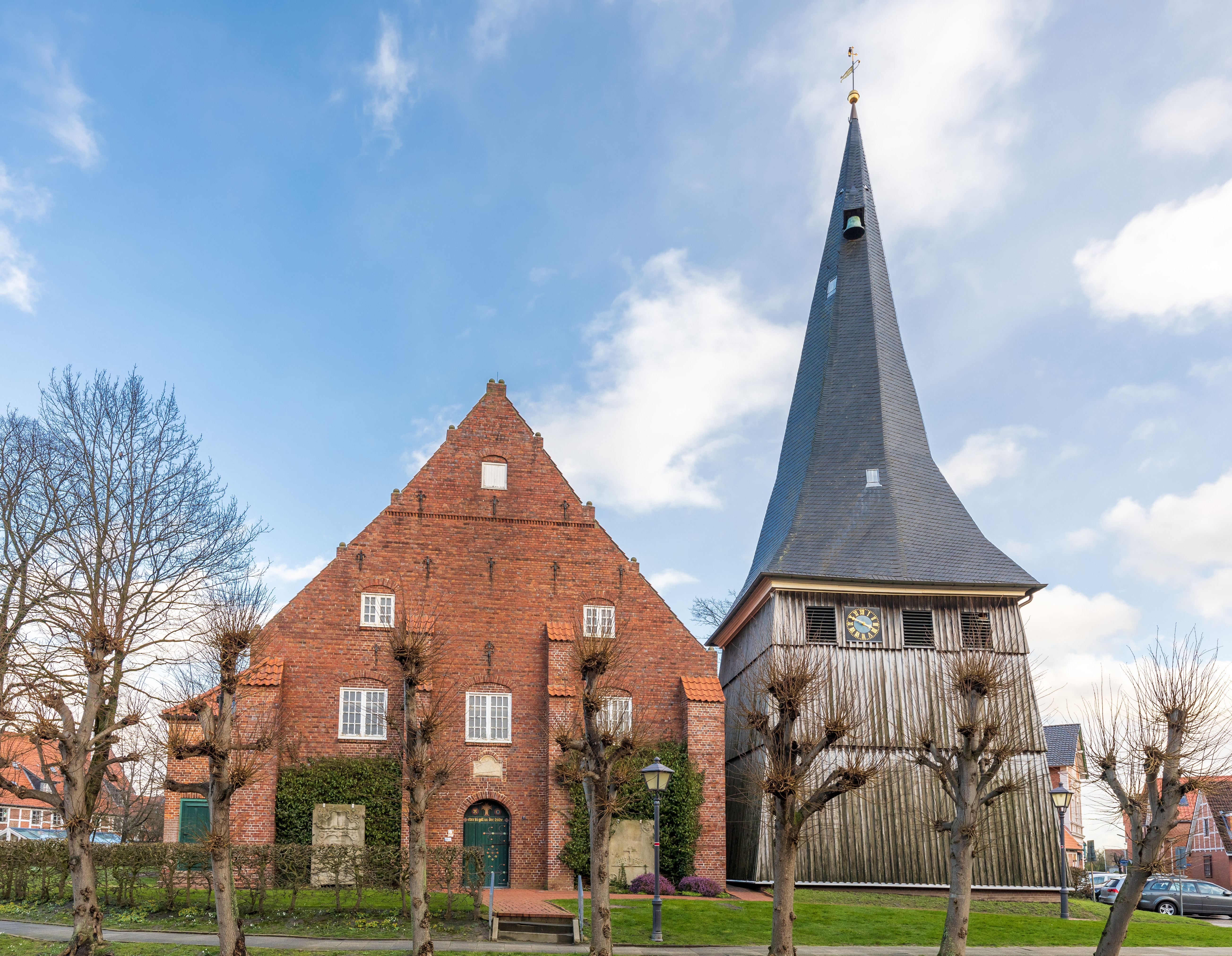
St. Matthias

St. Matthias ist eine evangelisch-lutherische Kirche im niedersächsischen Jork im Landkreis Stade. Sie liegt von Kanälen umgeben auf einer alten Wurt unmittelbar im Ortszentrum. Sie ist mit einem Hauptgebäude von 40 m Länge und 14 m Breite eine der größten Kirchen im Alten Land. Die Kirchengemeinde gehört zum Kirchenkreis Stade im Sprengel Stade der Evangelisch-lutherischen Landeskirche Hannovers.

## Geschichte und Bau der Kirche
Das Kirchspiel Jork wird zuerst 1221 in einer Urkunde des Verdener Bischofs Iso von Wölpe erwähnt. Seit dieser Zeit gibt es sicher eine Kirche in Jork, die allerdings mehrfach umgebaut oder erneuert wurde. Nachweisbar ist ein Schreiben aus dem Jahr 1586, in dem der baufällige Zustand beklagt und empfohlen wird, dass die Bausubstanz von Kirche und Küsterei „gründtlich an die Handt genommen“ wird. Diese grundlegende Erneuerung fand dann aber erst in zwei Abschnitten 1664 und 1709 statt. Der Westteil bis zur Kanzel ist der ältere der beiden Teile, der östliche Teil mit dem dreiseitigen Chor der jüngere. Das Kirchenschiff ist aus Backstein gemauert und als Saalkirche ausgeführt.
Der stark verfallene Westgiebel musste 1931 renoviert werden.

## Ausstattung
Über die komplette Länge des Innenraums spannt sich eine hölzerne Tonnendecke, deren blaue Farbe das Blau des Himmels darstellen soll und die mit goldenen Blechsternen verziert ist. Die Anzahl der Sterne sollte zur Erbauungszeit der Anzahl der Psalmen entsprechen. Der Raum wirkt großzügig und weiträumig, da die Wände in Weiß gehalten sind und es keine vollständigen seitlichen Emporen gibt. Nur die Prieche der Familie von Haaren und die Kanzel mit ihrem Schalldeckel ragen in den Innenraum hinein.
Das reich mit Schnitzereien verzierte Kirchengestühl stammt aus dem 17. Jahrhundert. An den Türen zu den einzelnen Kirchenbänken finden sich sehr viele unterschiedliche Motive als Glückszeichen, z. B. Sonnen, Rosetten oder Bäume. Darunter ist auch ein Motiv mit heidnischem Hintergrund: weidende Hirsche in einer Laubkrone. An den Stuhlwangen sind die Namen der früheren Mieter eingeschnitzt. Im Altarraum lassen sich die Sitzflächen der Bänke so verstellen, dass ihre Nutzer während der Predigt ungehindert zur Kanzel sehen können. Durch Verzierungen weiter hervorgehoben sind das Juratengestühl, in dem der Kirchenvorstand saß, der Predigerstuhl, der heute als Sakristei dient und der Stuhl für die Ehefrau des Predigers.
Die reich verzierte Kanzel von 1664 ist zusammen mit dem Kanzeldeckel eine Stiftung der ortsansässigen Familie von Haaren, die im 17. Jahrhundert häufig den Inhaber des Amtes des Gräfen im Alten Land stellte.
Ein auffälliges Einzelstück ist der 8 m hohe spätbarocke Altar von 1710. Als Hersteller wird Johann Rinck genannt, Stifter war das aus Jork stammende Ehepaar Claus und Anna Schuback, das als Gegenleistung einen Ehrenplatz in der Kirche, den heute noch als besonders verziert erkennbaren Platz vorne rechts, und eine Grabstätte in der Nähe des Altars zugesprochen bekam. Auf dem Altar sind im unteren Teil das Letzte Abendmahl als Gemälde, die Kreuzigung als geschnitzte zentrale Szene und die Grablegung ebenfalls als Holzrelief im oberen Teil dargestellt. Die drei Szenen werden von Figuren der vier Evangelisten umringt und nach oben durch eine Darstellung der Auferstehung abgeschlossen.
Das schlichte steinerne Taufbecken stammt von 1791 und wurde im 20. Jahrhundert um Taufschale und Deckel aus Messing ergänzt.
Im Mittelgang liegen noch einige der Grabplatten von den früher üblichen Bestattungen im Kirchenboden. Die Kirche verfügt über silbernes Abendmahlsgerät und silberne Altarleuchter aus dem 18. Jahrhundert. Ursprünglich besaß die Kirche drei große Kronleuchter, von denen heute noch einer vorhanden ist, die zwei anderen wurden während des Zweiten Weltkrieges zu Rüstungszwecken eingeschmolzen.
Die Orgelempore ist mit 31 Bildern aus dem frühen 18. Jahrhundert geschmückt, die unterschiedliche Szenen aus dem Alten und Neuen Testament darstellen. Für diese Bilder dienten häufig Illustrationen des Kupferstechers Matthäus Merian als Vorbild. Darüber hinaus gibt es im Innenraum fünf Porträts. Vier zeigen Pastoren: Franciscus Fexerus, zu dessen Amtszeit der Bau der heutigen Kirche begann, Clemens Diekmann, während dessen Amtszeit der Bau vollendet wurde, seinen Nachfolger Johann Samuel Büttner und ein von Richard Eggers gemaltes Porträt des letzten Superintendenten des Alten Landes, Franz Bernhard Focken. Ein deutlich kleineres Bild neben der Kanzel zeigt den Kaufmann Johannes Schuback, der in der Mitte des 18. Jahrhunderts umfangreiche Spenden an die Gemeinde leistete.

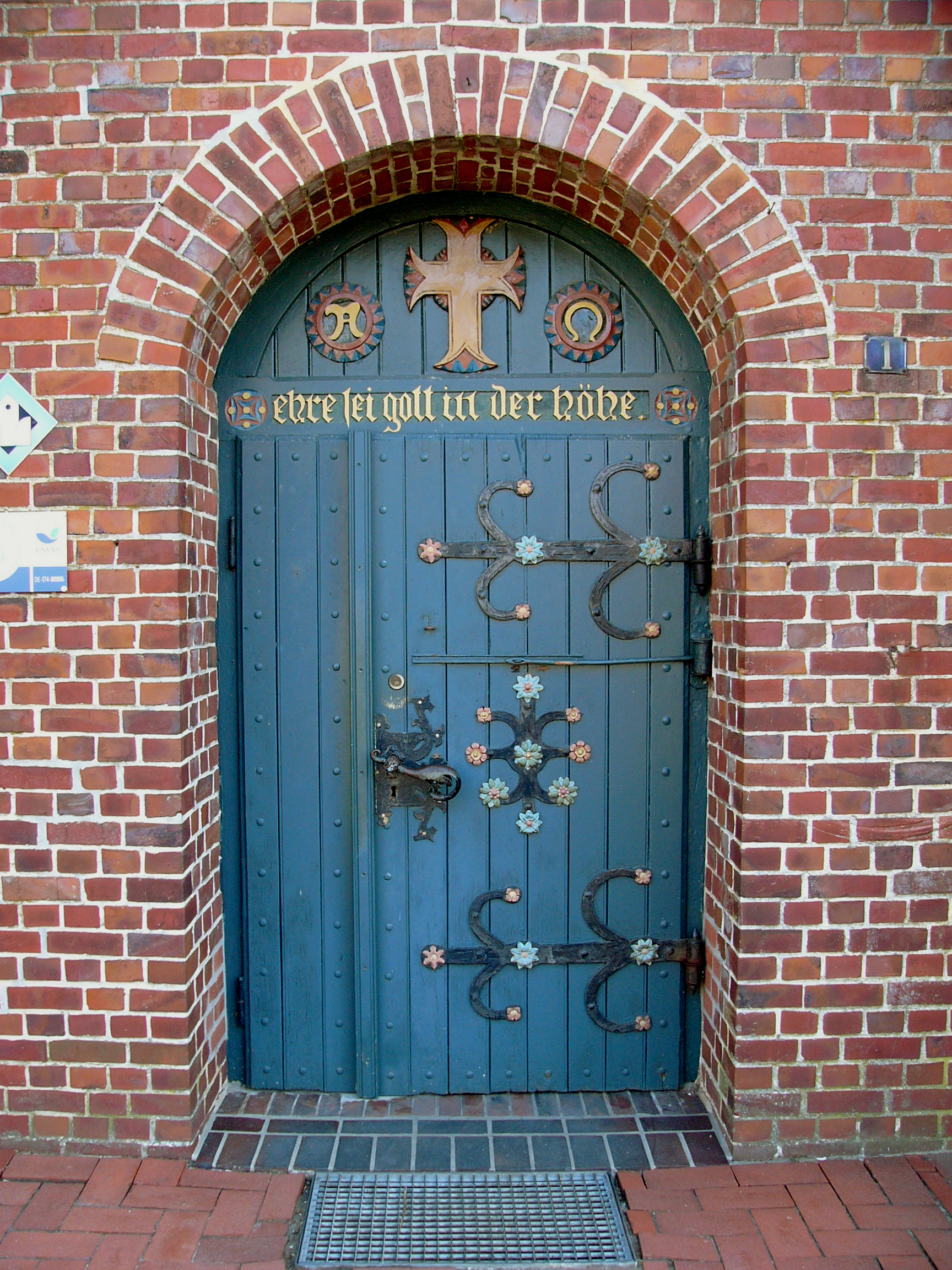
Verzierte Eingangstür
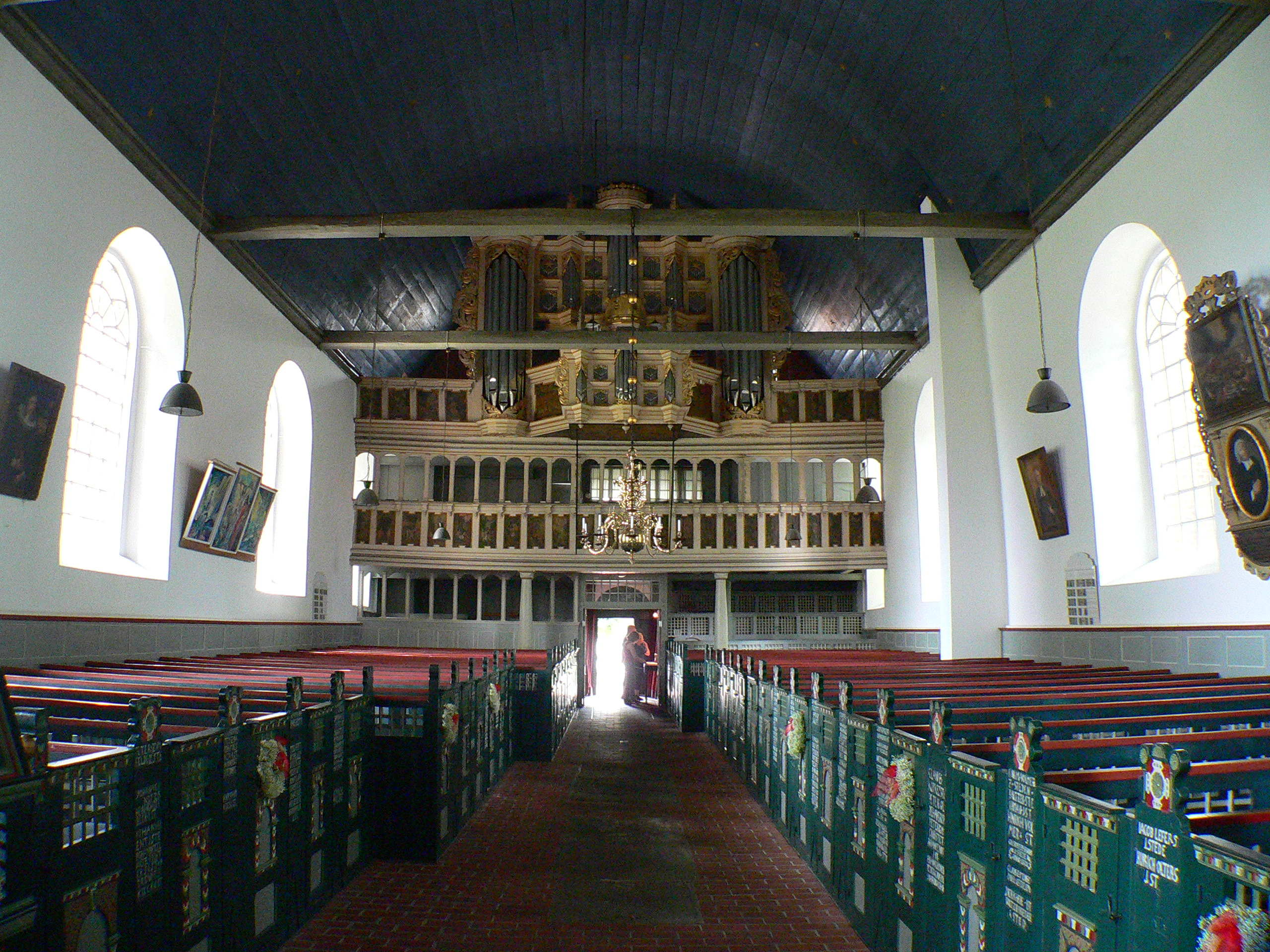
Kirchenschiff mit Orgelempore
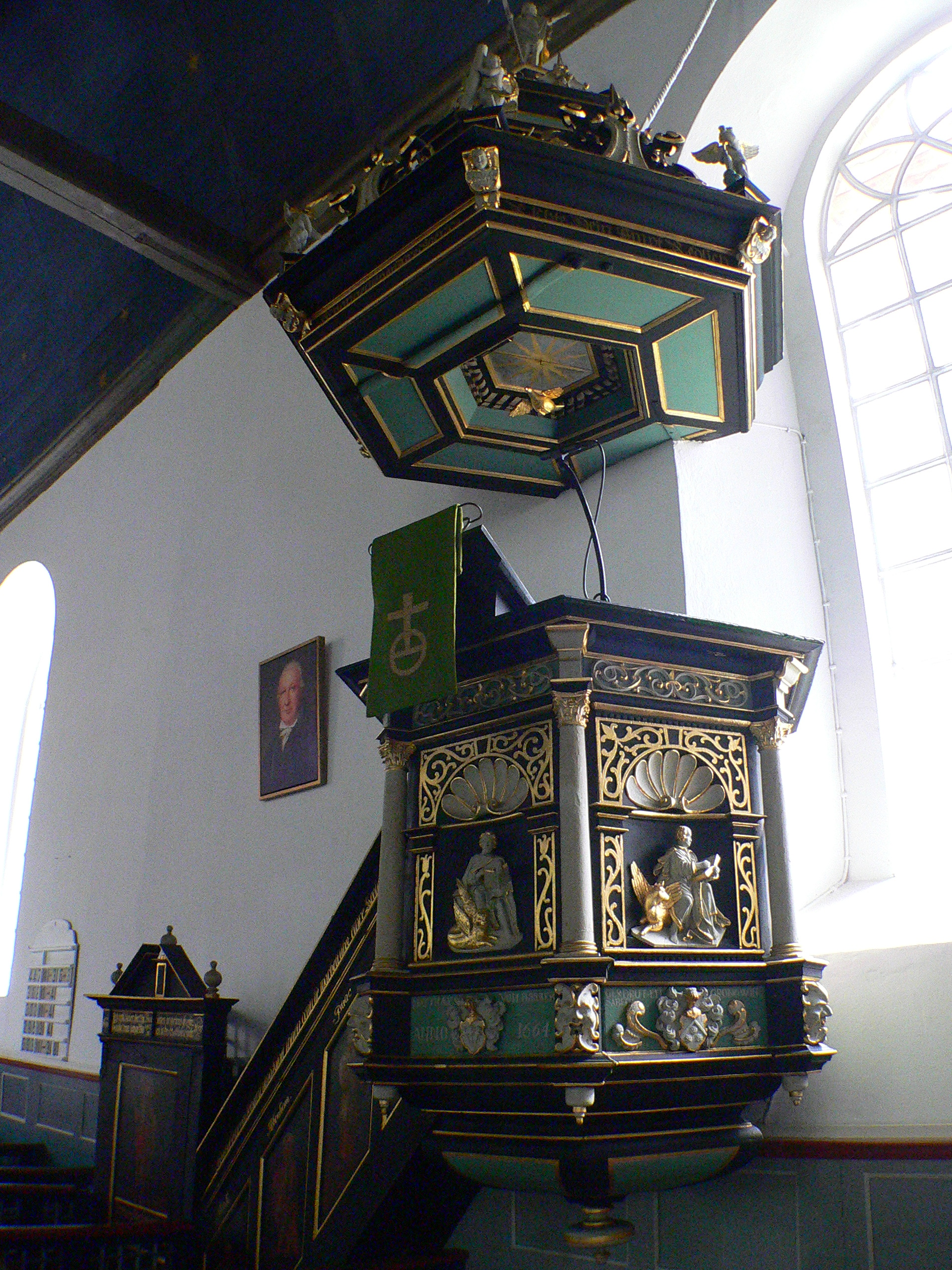
Kanzel
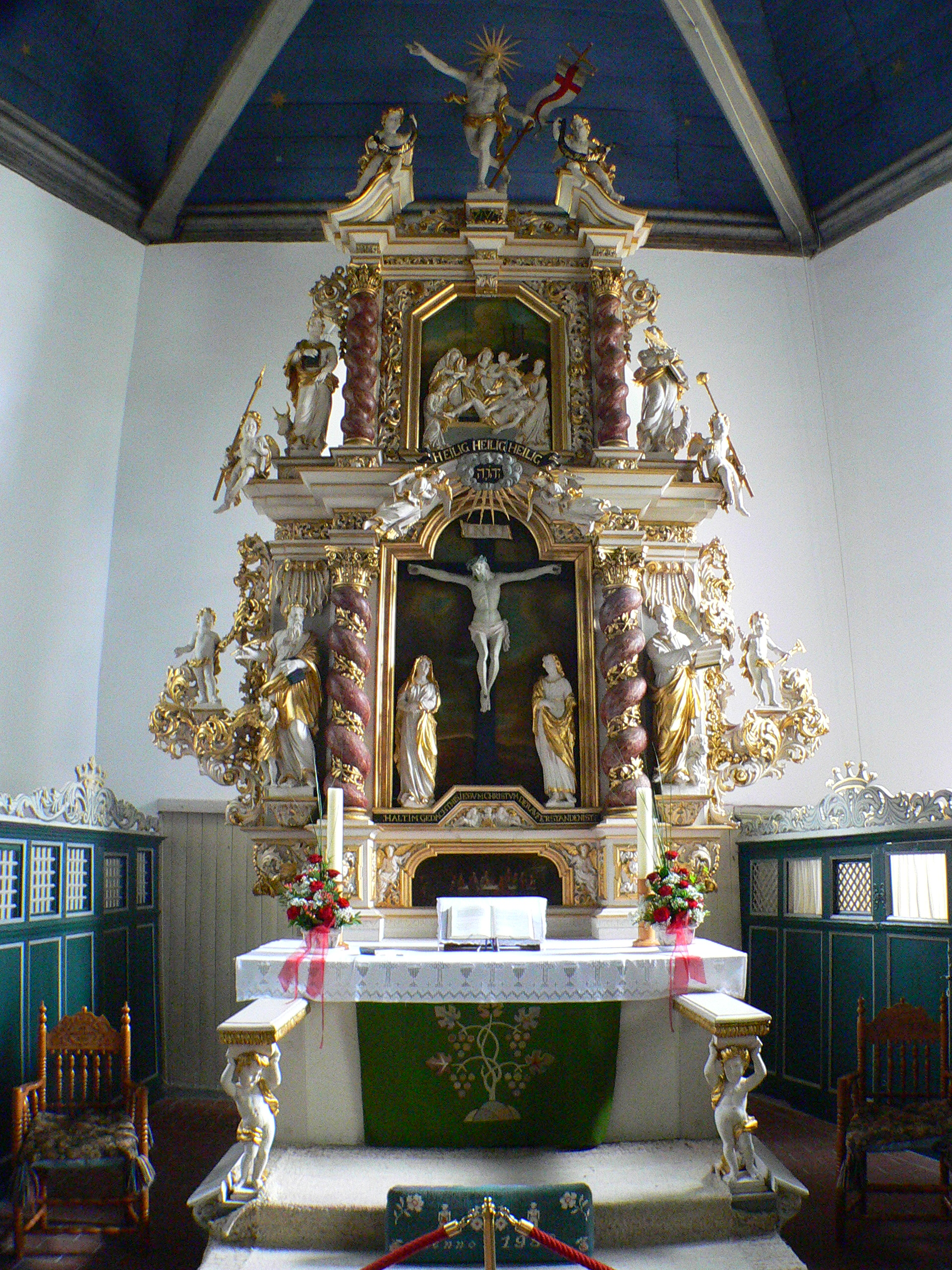
Altar
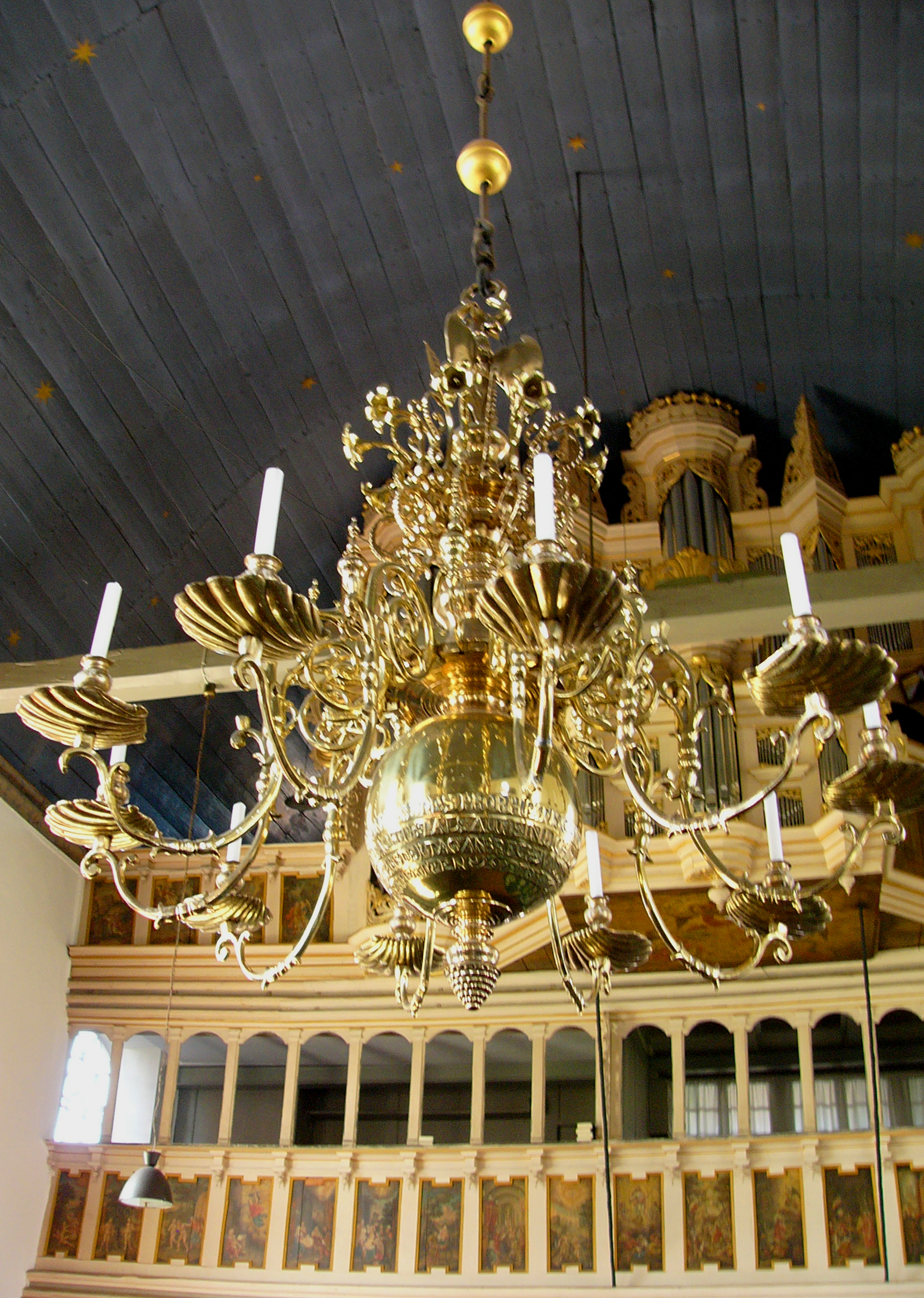
Kronleuchter der Kirche

## Orgel

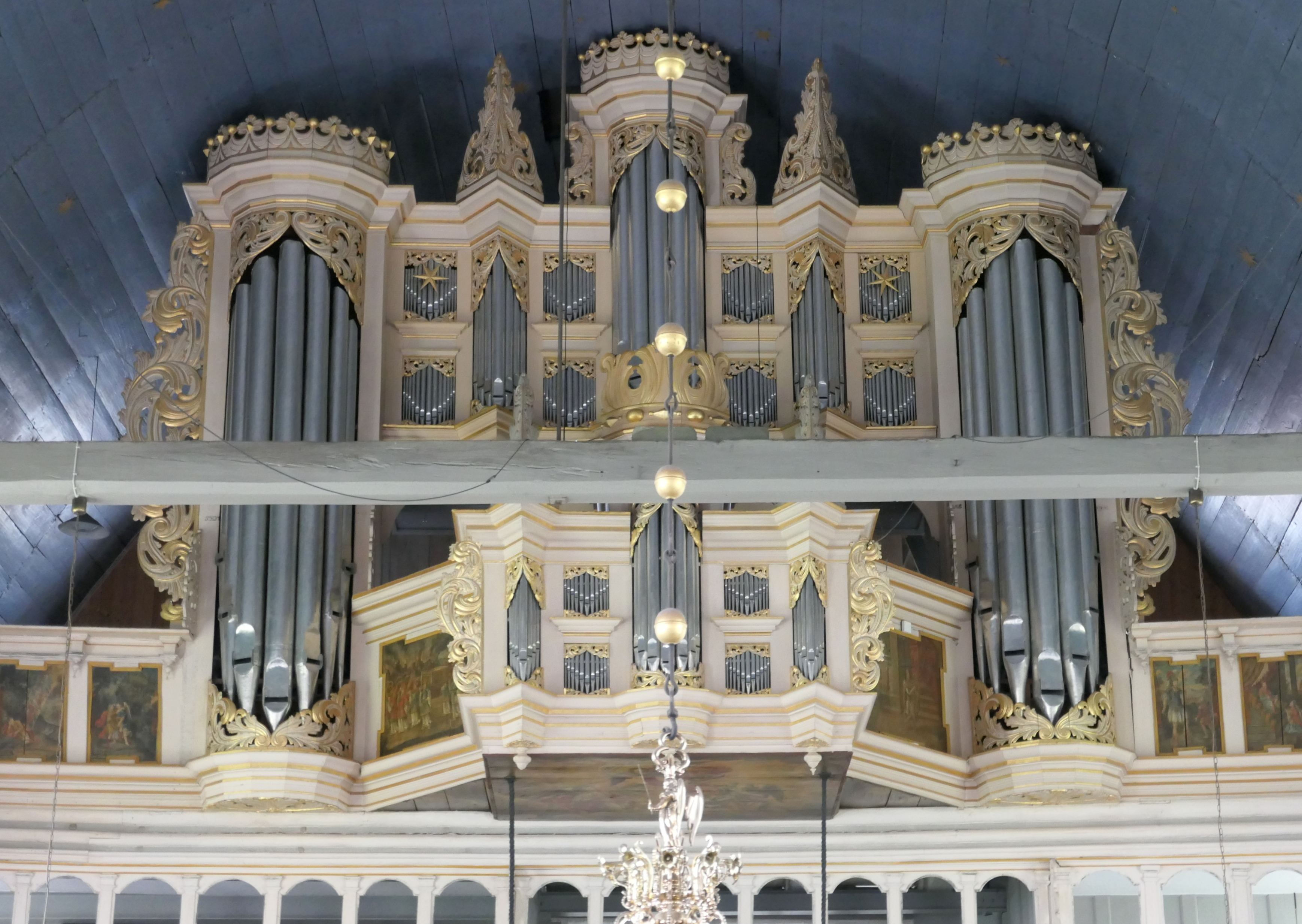
Orgelprospekt mit Rückpositiv

Die Orgel hat eine bewegte Baugeschichte hinter sich und besteht in Teilen (Prospekt und Prospektpfeifen) noch aus Materialien von Arp Schnitger. Wie sich aus Rechnungen nachweisen lässt, besaß die Kirche bereits im 16. Jahrhundert eine Orgel, über die allerdings sonst nichts bekannt ist. 1679 erstellte Schnitger eine Orgel, die er 1709 durch seinen Gesellen Nikolaus Stöver umfangreich umbauen ließ. Es folgten mehrere Reparaturen durch verschiedene Orgelbauer: 1764 Marcus Hinrich Petersen, 1772 Johann Paul Geycke, 1789, 1807 und 1834/1835 die Stader Orgelbauerfamilie Wilhelmy. 1914 erfolgte ein vollständiger Neubau im alten Gehäuse durch die Firma Faber & Greve, dieser wurde 1978 durch Rudolf Janke renoviert. Anfang der 1980er-Jahre entschloss man sich, wieder näher zur ursprünglichen Schnitgerschen Disposition zurückzukehren und beauftragte Alfred Führer mit einem entsprechenden Neubau. Der alte Prospekt wurde auch hier wieder erhalten, 1999 änderte Führer die Disposition ein weiteres Mal geringfügig.
Die heutige Disposition lautet:
| I Hauptwerk C–f3 |            |       |
| 1.               | PrinzipalS | 8′    |
| 2.               | Rohrflöte  | 8′    |
| 3.               | Oktave     | 4′    |
| 4.               | Spitzflöte | 4′    |
| 5.               | Nasat      | 2 ⁄3′ |
| 6.               | Oktave     | 2′    |
| 7.               | Mixtur V   |       |
| 8.               | Trompete0  | 8′    |

| II Rückpositiv C–f3 |                  |       |
| 09.                 | Gedackt          | 8′    |
| 10.                 | PrinzipalS       | 4′    |
| 11.                 | Rohrflöte        | 4′    |
| 12.                 | Waldflöte        | 2′    |
| 13.                 | Quinte           | 1 ⁄3′ |
| 14.                 | Sesquialtera II0 |       |
| 15.                 | Scharff IV       |       |
| 16.                 | Dulcian          | 8′    |

| Pedal C–f1 |            |     |
| 17.        | PrinzipalS | 16′ |
| 18.        | Oktave     | 08′ |
| 19.        | Oktave     | 04′ |
| 20.        | Mixtur IV  |     |
| 21.        | Posaune    | 16′ |
| 22.        | Trompete0  | 08′ |

S: Noch vorhandene Prospektpfeifen von Arp Schnitger
- Koppeln: I/II, I/P
- Zimbelstern
- Tremulant

## Glocken und Turm
Die Glocken befinden sich in einem heute mit Schiefer gedeckten hölzernen Glockenturm von 1685. Diese Jahreszahl findet sich auf der Wetterfahne. Der 35 m hohe Turm ist zwar vom Kirchenschiff baulich getrennt, wurde aber ohne nennenswerte Freifläche direkt neben dieses gebaut. Die gesamte Konstruktion wurde zuletzt 1998 bis 1999 vollständig renoviert.